# Phalera
Phalera là một chi bướm đêm thuộc họ Notodontidae.
Danh pháp khoa học lấy theo tiếng Hy Lạp phaleros (với một đánh dấu trắng) và đề cập đến đốm trắng trên cánh trước.

## Các loài
- Phalera acutoides Holloway, 1983.
- Phalera albizzae Mell, 1931.
- Phalera albocalceolata (Bryk, 1950).
- Phalera alpherakyi Leech, 1898.
- Phalera amboinae (Felder, 1861).
- Phalera angustipennis Matsumura, 1919.
- Phalera argenteolepis Schintlmeister, 1997.
- Phalera assimilis (Bremer et Grey, 1852).
- Phalera banksi Holloway, 1983.
- Phalera bucephala (Linnaeus, 1758).
- Phalera bucephalina (Staudinger et Rebel, 1901).
- Phalera bucephaloides (Ochsenheimer, 1810).
- Phalera combusta (Walker, 1855).
- Phalera cossioides Walker, 1863.
- Phalera eminens Schintlmeister, 1997.
- Phalera erconvalda (Schaus, ?1928).
- Phalera flavescens (Bremer et Gery, 1852).
- Phalera goniophora Hampson, 1910.
- Phalera grotei Moore, 1859.
- Phalera hadrian Schintlmeister, 1989.
- Phalera huangtiao Schintlmeister et Fang, 2001.
- Phalera javana Moore, 1859.
- Phalera mangholda (Schaus, 1928).
- Phalera minor Nagano, 1916.
- Phalera niveomaculata Kiriakoff, 1963.
- Phalera obscura Wileman, 1910.
- Phalera ora Schintlmeister, 1989.
- Phalera ordgara Schaus, 1928.
- Phalera parivala Moore, 1859.
- Phalera raya Moore, 1849.
- Phalera sangana Moore, 1859.
- Phalera sebrus Schintlmeister, 1989.
- Phalera styx Holloway, 1983.
- Phalera sundana Holloway, 1982.
- Phalera surigaona Schaus.
- Phalera takasagoensis Matsumura, 1919.
- Phalera torpida Walker, 1865.
- Phalera wanqu Schintlmeister et Fang, 2001

## Hình ảnh

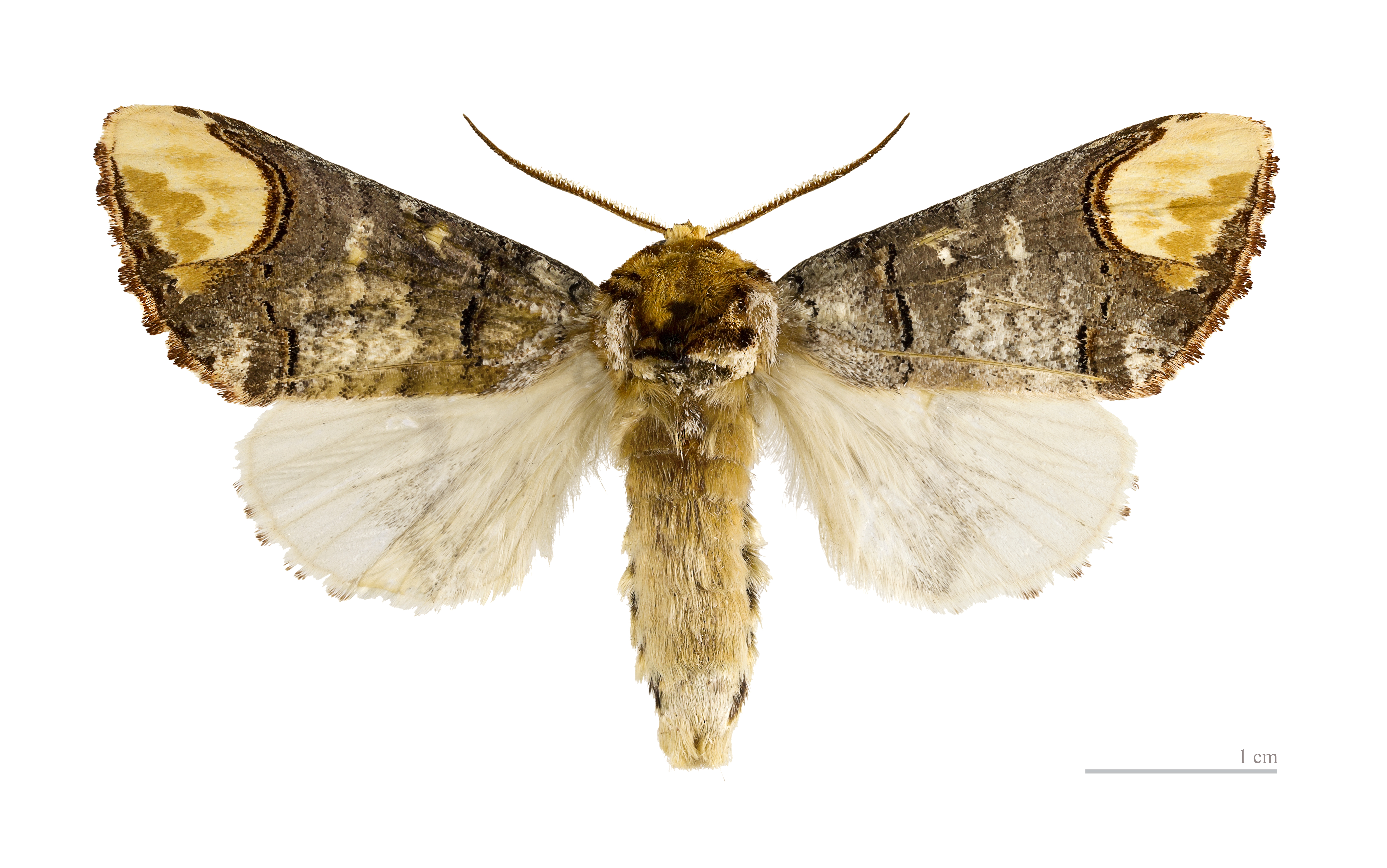